# 대통령기 쟁탈 전국 수영 대회
대통령기 쟁탈 전국 수영 대회는 해마다 열리는 대한민국 국내 수영 대회이다. 첫 대회는 1982년 9월 18일 서울 잠실실내수영장에서 열렸다. 당시의 대회명은 대통령기 쟁탈 시도 대항 수영 대회였다.

## 한국 신기록
| 연도 | 횟수 | 대회명                         | 날짜            | 종목             | 기록        | 선수                           | 소속         | 장소           | 주석 및 기타                   |
| 1982 | 1회  | 대통령기 쟁탈 전국 수영 대회 * | 9월 17일 - 19일 | 남자 접영 100m   | 59초 09     | 방준영                         | 경기고       | 잠실실내수영장 | 남고부 예선. 1회 대회 모두 8개 |
| 1982 | 1회  | 대통령기 쟁탈 전국 수영 대회 * | 9월 17일 - 19일 | 남자 접영 100m   | 59초 35     | 방준영                         | 경기고       | 잠실실내수영장 | 남고부 결선. 1회 대회 모두 8개 |
| 1982 | 1회  | 대통령기 쟁탈 전국 수영 대회 * | 9월 17일 - 19일 | 여자 배영 100m   | 1분 06초 00 | 최윤희                         | 서울사대부중 | 잠실실내수영장 | 여중부 예선                    |
| 1982 | 1회  | 대통령기 쟁탈 전국 수영 대회 * | 9월 17일 - 19일 | 여자 배영 100m   | 1분 05초 84 | 최윤희                         | 서울사대부중 | 잠실실내수영장 | 여중부 결선                    |
| 1982 | 1회  | 대통령기 쟁탈 전국 수영 대회 * | 9월 17일 - 19일 | 여자 배영 200m   | 2분 21초 53 | 최윤희                         | 서울사대부중 | 잠실실내수영장 | 여중부 결선                    |
| 1982 | 1회  | 대통령기 쟁탈 전국 수영 대회 * | 9월 17일 - 19일 | 여자 자유형 100m | 1분 01초 92 | 최윤정                         | 상명여고     | 잠실실내수영장 | 여고부 예선                    |
| 1982 | 1회  | 대통령기 쟁탈 전국 수영 대회 * | 9월 17일 - 19일 | 여자 자유형 100m | 1분 01초 76 | 최윤정                         | 상명여고     | 잠실실내수영장 | 여고부 결선                    |
| 1982 | 1회  | 대통령기 쟁탈 전국 수영 대회 * | 9월 17일 - 19일 | 여자 계영 400m   | 4분 18초 22 | 최윤정, 이시은, 김정화, 김영희 | 서울팀       | 잠실실내수영장 | 여고부                         |